# Agustín González de Amezúa
Agustín González de Amezúa y Mayo (Madrid, 30 de agosto de 1881-Madrid, 10 de junio de 1956) fue un crítico literario e historiador español.

## Biografía
Su linaje provenía de Villoslada de Cameros, La Rioja. Fue caballero divisero hijodalgo del Solar de Tejada. Doctor en derecho por la Universidad Central. Ejerció la abogacía y dio conferencias en la Real Academia de Jurisprudencia y Legislación, de la que fue bibliotecario, miembro de mérito y profesor doctísimo. Después se entregó de lleno a la investigación y a la crítica literaria bajo el magisterio de Marcelino Menéndez Pelayo, Cristóbal Pérez Pastor y Francisco Rodríguez Marín.
La Academia Española concedió la medalla de oro a su edición crítica de El casamiento engañoso y Coloquio de los perros, de Miguel de Cervantes.
Fue concejal del Ayuntamiento de Madrid, entre 1924 y 1927.
Era sobrino del fundador del Partido Integrista y director del diario El Siglo Futuro Ramón Nocedal, cuya biblioteca heredó. También González de Amezúa militó en el integrismo y entre 1907 y 1914 editó las obras completas de Nocedal, a quien calificó como «Procurador en Cortes por la Iglesia». Colaborador de El Siglo Futuro, durante la Segunda República formó parte de la primera Junta de la Editorial Tradicionalista y fue miembro fundador del Consejo de Cultura Tradicionalista presidido por Víctor Pradera.
Tras la guerra civil española, fue uno de los dieciséis firmantes en 1943 de una carta dirigida al general Franco en nombre de la Comunión Tradicionalista, en la que le solicitaban que abandonase el «ensayo totalitario», volviese al «espíritu inicial del Alzamiento» y restaurase la monarquía tradicional española para evitar que España cayese de nuevo en lo que definían como «la falsa "legalidad" democrática del sufragio inorgánico».
Académico de la Española, miembro electo de la de la Historia el 19 de junio de 1942, tomó posesión el 16 de febrero de 1944 y llegó a dirigirla. Fue además presidente de la Sociedad de Bibliófilos Españoles y secretario del Archivo Histórico Español, así como presidente del Instituto de Estudios Madrileños. Acumuló una impresionante biblioteca particular. En 1951 marchó a México en representación de la Real Academia Española para presidir el Congreso de Academias Hispanoamericanas correspondientes de la Española, siendo nombrado presidente y llevando a cabo una labor tan fecunda como ejemplar.
Fue padre de Ramón González de Amezúa y de Clara María González de Amezúa.

## Obras
- La batalla de Lucena y el verdadero retrato de Boabdil, 1915.
- El marqués de la Ensenada, 1917.
- Fases y caracteres de la influencia de Dante en España,
- Juan Rufo y el apotegma en España
- Las primeras Ordenanzas municipales de Madrid.
- Menéndez Pelayo y la ciencia española.
- La novela cortesana, 1929.
- Epistolario de Lope de Vega Carpio, 1935-1947, cuatro vols.
- Antonio de Torquemada, 1943.
- Isabel de Valois, reina de España: (1546-1568), Madrid: Ministerio de Asuntos Exteriores. Dirección General de Relaciones Culturales, 1949, 3 tomos (5 vols).
- Más honras frustradas de Lope de Vega, 1933.
- Cómo se hacía un libro en nuestro Siglo de Oro, 1945.
- Cervantes. creador de la novela corta española Madrid, 1956, 2 vols.